# Ana Supriatna
Ana Supriatna (sinh ngày 8 tháng 4 năm 1990) là một cầu thủ bóng đá người Indonesia thi đấu cho Barito Putera ở Indonesia Super League.

## Danh hiệu

### Danh hiệu câu lạc bộ
Persib Bandung U-21
- Indonesia Super League U-21 (1): 2009–10

Barito Putera
- Liga Indonesia Premier Division (1): 2011-12